# Georg Teigl
Georg Teigl (9 de fevereiro de 1991) é um futebolista profissional austríaco que atua como meia.

## Carreira
Georg Teigl começou a carreira no USK Anif.